# Hulpverleningszone Waasland
De Hulpverleningszone Waasland is een van de 35 Belgische en een van de zes Oost-Vlaamse hulpverleningszones. De Maatschappelijke zetel is gevestigd in de voormalige gebouwen van de textielfabriek Verbreyt Gebroeders in Sint-Niklaas.
De zone ging officieel van start op 1 januari 2015 en verzorgt vanuit 9 brandweerposten de brandweerzorg en een groot deel van de ambulancehulpverlening in het noordoosten van de provincie Oost-Vlaanderen in de streek rond Sint-Niklaas en de linkeroever van de haven van Antwerpen (het Waasland).

## Beschermingsgebied
Het beschermingsgebied van de Hulpverleningszone Waasland beslaat ongeveer 440 km² en omvat 7 gemeenten die gezamenlijk een bevolking van ongeveer 220.000 inwoners vertegenwoordigen. De Hulpverleningszone Waasland grenst tevens aan de Brandweerzone Centrum, Hulpverleningszone Oost, Hulpverleningszone Rivierenland en Brandweer Zone Antwerpen en aan Nederland. Vanaf 1 januari 2025 breidt het beschermingsgebied uit. De gemeenten Beveren, Kruibeke en Zwijndrecht fuseren dan, waardoor de nieuwe gemeente deel zal worden van HVZ Waasland. Het aantal deelnemende gemeenten daalt hierdoor naar 6. De onderstaande lijst geeft een overzicht van de 6 gemeenten en hun kenmerken:
| Gemeente                     | Bevolkingsaantal (01/01/2024) | Oppervlakte (in km²) |
| ---------------------------- | ----------------------------- | -------------------- |
| Beveren-Kruibeke-Zwijndrecht | 86.903                        | 206,45               |
| Sint-Gillis-Waas             | 20.144                        | 54,98                |
| Sint-Niklaas                 | 81.863                        | 83,80                |
| Stekene                      | 19.589                        | 44,80                |
| Temse                        | 31.271                        | 39,92                |
| Waasmunster                  | 11.296                        | 31,93                |
| TOTAAL                       | 251.066                       | 461,88               |

## Galerij

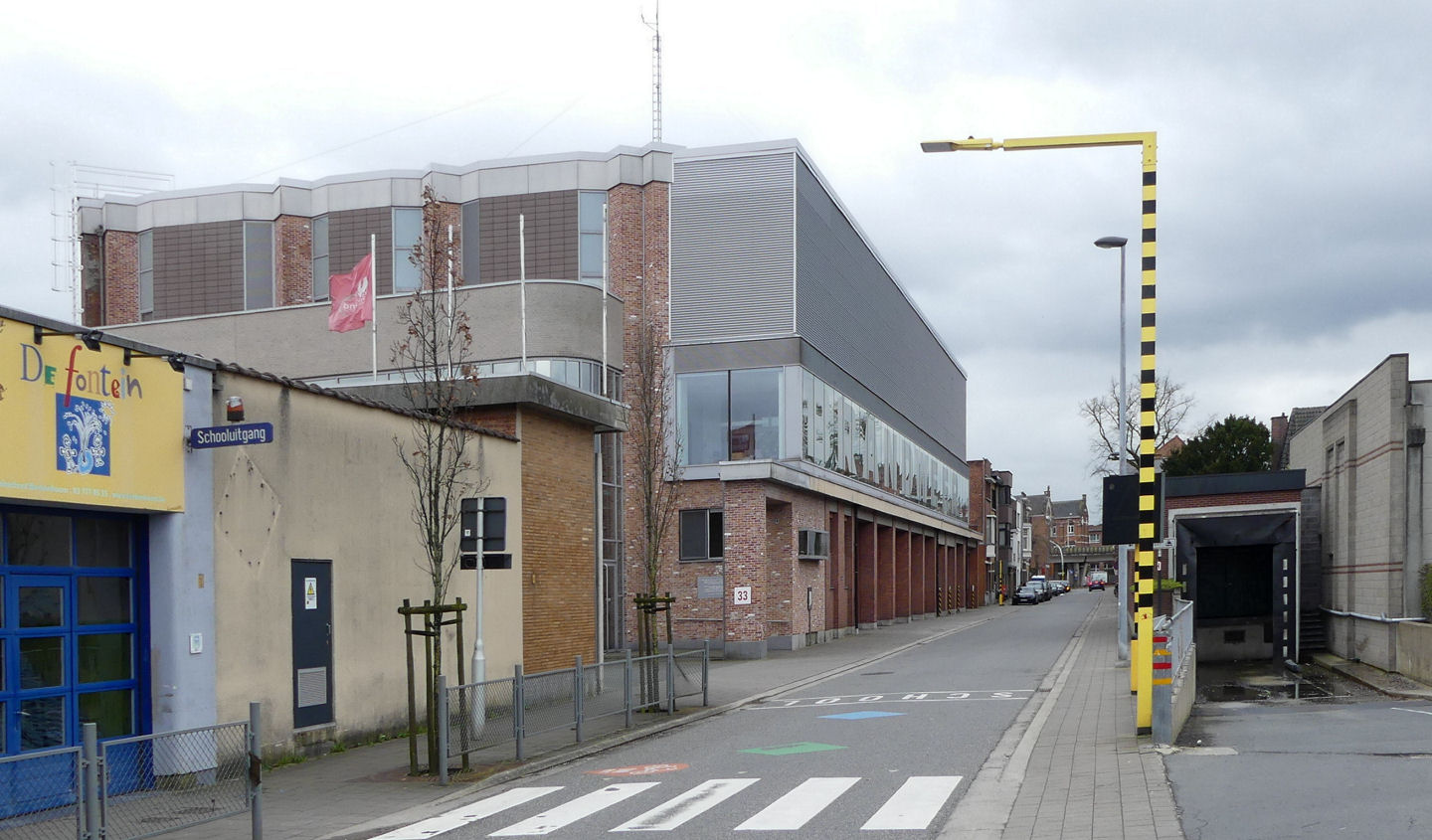
Brandweerkazerne, Nijverheidsstraat
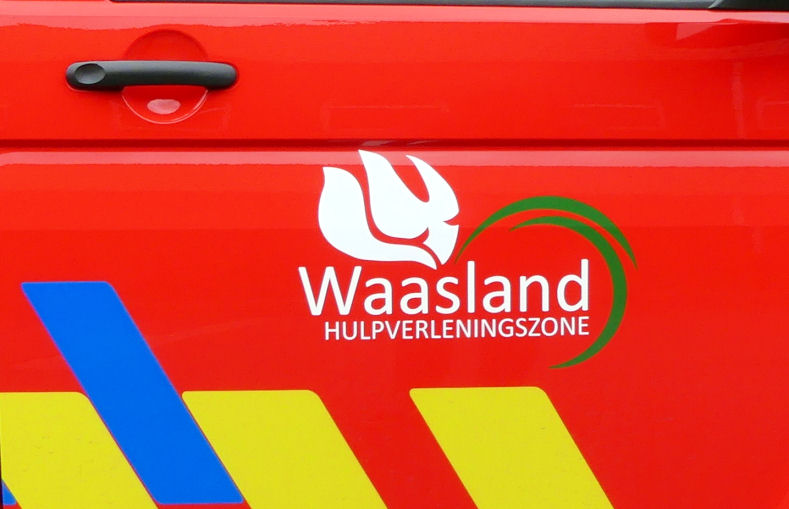
Logo

## Brandweerposten
Hulpverleningszone Waasland opereert vanuit 9 brandweerposten, verdeeld over 6 gemeenten. 
| Brandweerpost    | Gemeente                     | Opmerking                                                |
| ---------------- | ---------------------------- | -------------------------------------------------------- |
| Beveren          | Beveren-Kruibeke-Zwijndrecht |                                                          |
| Kieldrecht       | Beveren-Kruibeke-Zwijndrecht |                                                          |
| Kruibeke         | Beveren-Kruibeke-Zwijndrecht | Geopend in 2023. Vervangt verouderde kazerne in Kruibeke |
| Melsele          | Beveren-Kruibeke-Zwijndrecht |                                                          |
| Sint-Gillis-Waas | Sint-Gillis-Waas             |                                                          |
| Sint-Niklaas     | Sint-Niklaas                 | Hoofdpost                                                |
| Stekene          | Stekene                      |                                                          |
| Temse            | Temse                        |                                                          |
| Waasmunster      | Waasmunster                  |                                                          |